# Hermandad Antigua de María Santísima de la Concepción
La Hermandad Antigua de María Santísima de la Concepción es una cofradía con sede canónica en la Iglesia Parroquial de Transfiguración del Señor en la villa de Puebla del Salvador (Cuenca), España. Realiza su salida procesional en la tarde del 15 de agosto. Es una Hermandad fundada en 1600 por el Venerable Bartolomé Ximénez.

## Historia

### Contexto
La devoción a la Virgen María está muy arraigada desde antiguo en Puebla del Salvador. De hecho, el núcleo originario del pueblo con templo dedicado a la Purísima Concepción, se creó a partir una repoblación tardía entre finales del siglo XIII y principios del XVI.
La Ermita de la Concepción (citada por el diccionario Madoz entre otros), debió ser el único y primigenio templo de este lugar. Y también en él debió recibirse en el año 1566 la primera visita pastoral documentada, pues la actual iglesia de la Transfiguración del Señor todavía no había sido terminada. Este edificio fue utilizado en sala de cine y vendido por el Obispado de Cuenca para domicilio particular.

### La Visita del Emperador Carlos V
Puebla del Salvador fue transitada el 19 de diciembre de 1542 por el emperador Habsburgo Carlos V  para pernoctar en una etapa de su largo camino desde Valencia a Madrid junto a su hijo el príncipe Felipe II. La tradición oral señala que tan piadosos monarcas oraron ante la puebleña imagen de la Purísima Concepción. No falta tampoco la leyenda de que Carlos V, tan ferviente devoto de la Madre de Dios, podría haber querido promover la devoción a la Santísima Virgen en Puebla del Salvador donando la imagen de la Purísima como agradecimiento a la hospitalidad recibida (De hecho el monarca venía de celebrar la solemnidad de la Inmaculada Concepción en la ciudad de Valencia junto a su recién jurado heredero).
No olvidemos que la doctrina de la Inmaculada Concepción en los siglos XVI y XVII se perfila como un modelo de devoción noble y cortesano. La fe a este singular misterio de la concepción de María Santísima fue filtrándose de los teólogos franciscanos hasta los monarcas españoles y la nobleza, para finalmente alcanzar al pueblo. Un reciente estudio sobre la religión local en España durante el siglo XVI pone de manifiesto el contraste existente entre la devoción religiosa popular y la de la iglesia oficial . Los votos de devoción se hacían en respuesta a plagas, sequías, granizadas, plagas de saltamontes y no ante enigmas teológicos. El aldeano español, afirma William, prefería elevar sus preces y promesas a Santa Quiteria , San Abdón o San Senén. Y si se invocaba al misterio concepcionista era porque constituía un "locus especialis"  y no porque defendiese la Inmaculada Concepción.

### ElVenerable Bartolomé Ximénezy la Fundación
Según las crónicas alcantarinas, el venerable mártir iniestense Bartolomé Ximénez fue el milagroso fundador de la Hermandad que se dedicase al cuidado de la amada imagen de la Purísima Concepción.
La fundación de la Hermandad se adorna con la visión maravillosa de una celebración eucarística donde el humilde fraile predicar llegado entre las rigores de 8 de diciembre, fue asistido en el oficio por la aparición milagrosa de San Francisco de Asís y San Pedro de Alcántara, como diácono y subdiáconos de la celebración.
Aunque no se conservan ni los primeros estatutos ni referencias precisas a la fecha del nacimiento de la cofradía, el Archivo Diocesano de Cuenca conserva el original libro de cuentas de 1755 a 1800, donde se señala la existencia de documentos antiguos hoy desaparecidos (memoriales, libretes, un libro antiguo de cuentas y un cuaderno donde se realizaron las cuentas del año anterior).

### sigloXVIII
El patronazgo de la Inmaculada Concepción sobre España fue confirmado por Clemente XIII el 25 de diciembre de 1760 (bula Quantum Ornamenti) en respuesta a la petición unánime que las Cortes Generales Españolas elevaron a la Santa Sede. El 16 de enero del año siguiente, 1761, Carlos III firma un decreto-ley por el que se reconoce el "Universal Patronato de Nuestra Señora en la Inmaculada Concepción en todos los Reinos de España e Indias".
Coetánea a estos acontecimientos, nuestra Hermandad vivió entonces su etapa más plena de actividad, como bien queda reflejado en los libros de cuentas conservados (1745-1800) o en la anotación correspondiente a nuestro pueblo que a finales del XVIII recoge Tomás López (geógrafo de Carlos III):
“La Puebla de Sn Salvador… Es Parroquia, no tiene conv[en]to alguno, sólo tiene dos ermitas, la una intramuros de María SSa. de la Concepción, de cuya Cofradía son cofrades las primeras personas del Pueblo; y la otra extramuros, ya a la orilla como al Norte con la advocación del Sr. Sn Roque…”

### Evolución
A principios del siglo XX, como ocurrió en otros lugares, la Hermandad de la Virgen se transformó en una congregación de hijas de María, donde se diferenciaban las jóvenes solteras del grupo de casadas. Las primeras estaban encargadas de organizar las flores del mes de María, mientras las casadas pagaban una cuota y se sucedían en el cuidado general de la ermita, incluida una lámpara de aceite permanente. 
La guerra civil paraliza drásticamente las últimas cofradías del pueblo: la Hermandad de la Purísima Concepción, integrada por mujeres y la Cofradía del Santísimo, fundada en 1818 , a la sazón compuesta por hombres, sufrirán su desarticulación en los desórdenes de la contienda.
La ermita de nuestra Hermandad no gozó mejor suerte y, tras ser utilizada en los 50 como sala de proyección de cine, fue finalmente vendida en 1975 y transformada en vivienda particular por sus nuevos propietarios. En la actualidad no conserva ningún signo externo de lo que fue pese a que los muros perimetrales fueron reutilizados y no sustituidos.

## Devoción inmaculista puebleña
El asunto de la Purísima o Inmaculada Concepción de María fue un artículo de especial controversia desde los siglos XII y XIV. Este debate teológico corría en torno a la creencia en que la Virgen, a diferencia de todos los demás seres humanos, habría sido o no alcanzada por el pecado original. La doctrina católica que fue definida definitivamente como dogma de fe por la Bula Ineffabilis deus de Pio IX, el 8 de diciembre de 1854, sostiene que el alma de la Virgen, desde el primer instante de la creación, estuvo preservada de la mancha legada por Adán y Eva, los primeros padres de la humanidad.
Un recorrido somero por la historia y un viaje por cualquier parte de nuestro país muestra que la devoción a la Inmaculada Concepción confirma claramente la antigüedad, extensión y profundidad, que en pueblos y ciudades tenía esta devoción mariana . Quizás sea este el único caso –o el mejor- donde de forma evidente se ha podido confirmar el requisito de que el arraigo popular y la tradición secular de un misterio religioso se convierte en una de los argumentos más fuertes para la declaración dogmática de una verdad de fe. 
La obra de Joan Amades, recoge que en el siglo XIX, siglo de proclamación dogmática, fue costumbre extendida el colocar detrás de las puertas de las casas o en un lugar bien visible de la entrada, un impreso o cartel que pregonaba la pureza de María “Ave María Purísima sin pecado concebida” (saludo muy frecuente en las clausuras femeninas y que en Puebla del Salvador también se usaba al llevar de casa en casa esas pequeñas capillas de piedad doméstica con imágenes de la Virgen).